# Józef Czechowicz (1845–1889)
Józef Czechowicz (ur. w 1845 roku – zm. 17 maja 1889 roku) – powstaniec styczniowy, zesłaniec syberyjski.
Po powstaniu został urzędnikiem kolejowym i prezesem Towarzystwa Gwiazda w Stanisławowie.
Pochowany na Cmentarzu Sapieżyńskim w Stanisławowie.